# Chi Cúc ngũ sắc
Chi Cúc ngũ sắc (danh pháp khoa học: Zinnia) là một chi thực vật gồm 23 loài cây đơn và đa niên có hoa thuộc họ Cúc (Asteraceae). Phần lớn các loài có vùng bản địa là vùng đồng cỏ và cây bụi trải dài từ Tây Nam Hoa Kỳ cho đến Nam Mỹ. Tên của chi này được đặt tên theo nhà thực vật học người Đức Johann Gottfried Zinn.

## Phân loại và các loài
Chi Zinnia chia thành các phân chi và tổ, với các loài như sau:
- Phân chi Diplothrix:
  - Zinnia acerosa (DC.) A.Gray, 1852 - Loài điển hình của phân chi.
  - Zinnia anomala A.Gray, 1852
  - Zinnia citrea A.M.Torres, 1960
  - Zinnia grandiflora Nutt., 1840
  - Zinnia guanajuatensis (Calderón & Rzed.) B.L.Turner, 2012
  - Zinnia juniperifolia (DC.) A.Gray, 1852
  - Zinnia oligantha I.M.Johnst., 1940
  - Zinnia zamudiana Calderón & Rzed., 1996
- Phân chi Zinnia:
  - Tổ Mendezia:
    - Zinnia angustifolia Kunth, 1818 (= Z. linearis)
      - Zinnia angustifolia var. angustifolia
      - Zinnia angustifolia var. greggii (B.L.Rob. & Greenm.) McVaugh, 1972
      - Zinnia angustifolia var. littoralis (B.L.Rob. & Greenm.) B.L.Turner, 1990

    - Zinnia bicolor (DC.) Hemsl., 1881 - Loài điển hình của tổ.
    - Zinnia leucoglossa S.F.Blake, 1924
    - Zinnia maritima Kunth, 1818
      - Zinnia maritima var. maritima
      - Zinnia maritima var. palmeri (A.Gray) B.L. Turner, 1990

    - Zinnia purpusii Brandegee, 1924
    - Zinnia tenella B.L.Rob., 1907 ?
    - Zinnia tenuis (S.Watson) Strother, 1979

  - Tổ Tragoceros:
    - Zinnia americana (Mill.) Olorode & A.M.Torres, 1971 (gồm cả Z. schiedeana).
    - Zinnia flavicoma (DC.) Olorode & A.M.Torres, 1971
    - Zinnia microglossa (DC.) McVaugh, 1984
    - Zinnia venusta (A.M.Torres) Olorode & A.M.Torres, 1971
    - Zinnia zinnioides (Kunth) Olorode & A.M.Torres, 1971 - Loài điển hình của tổ.

  - Tổ Zinnia:
    - Zinnia elegans Jacq., 1792 (= Z. violacea Cav., 1791)
    - Zinnia haageana Regel, 1861
    - Zinnia marylandica D.M.Spooner, Stimart & T.H.Boyle, 1991
    - Zinnia peruviana (L.) L., 1759 – Cúc ngũ sắc Peru. Loài điển hình của chi. Phân bố: Từ miền nam Hoa Kỳ tới Venezuela, Colombia, miền bắc Argentina, Peru.[5][6]

### Các loài trước đây
- Glossocardia bidens (Retz.) Veldkamp, 1991 (= Z. bidens Retz., 1788)[5]

## Hình ảnh

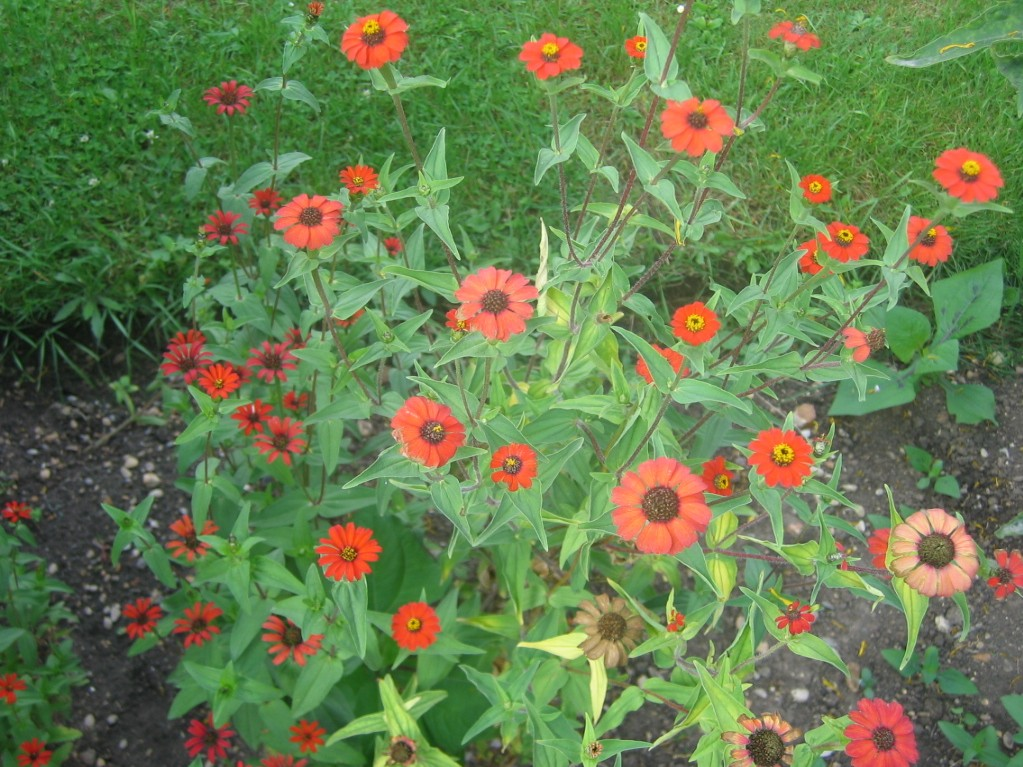
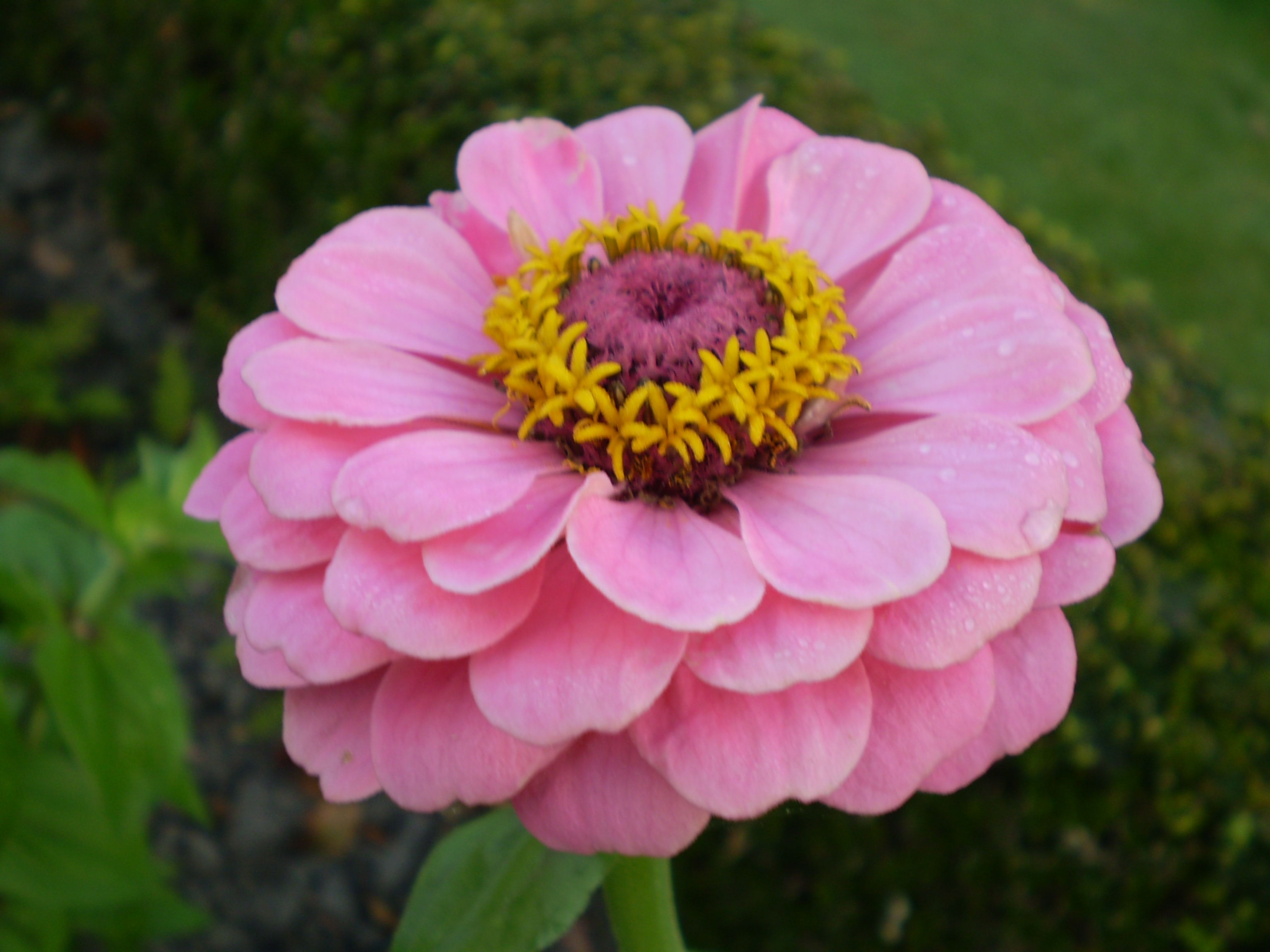
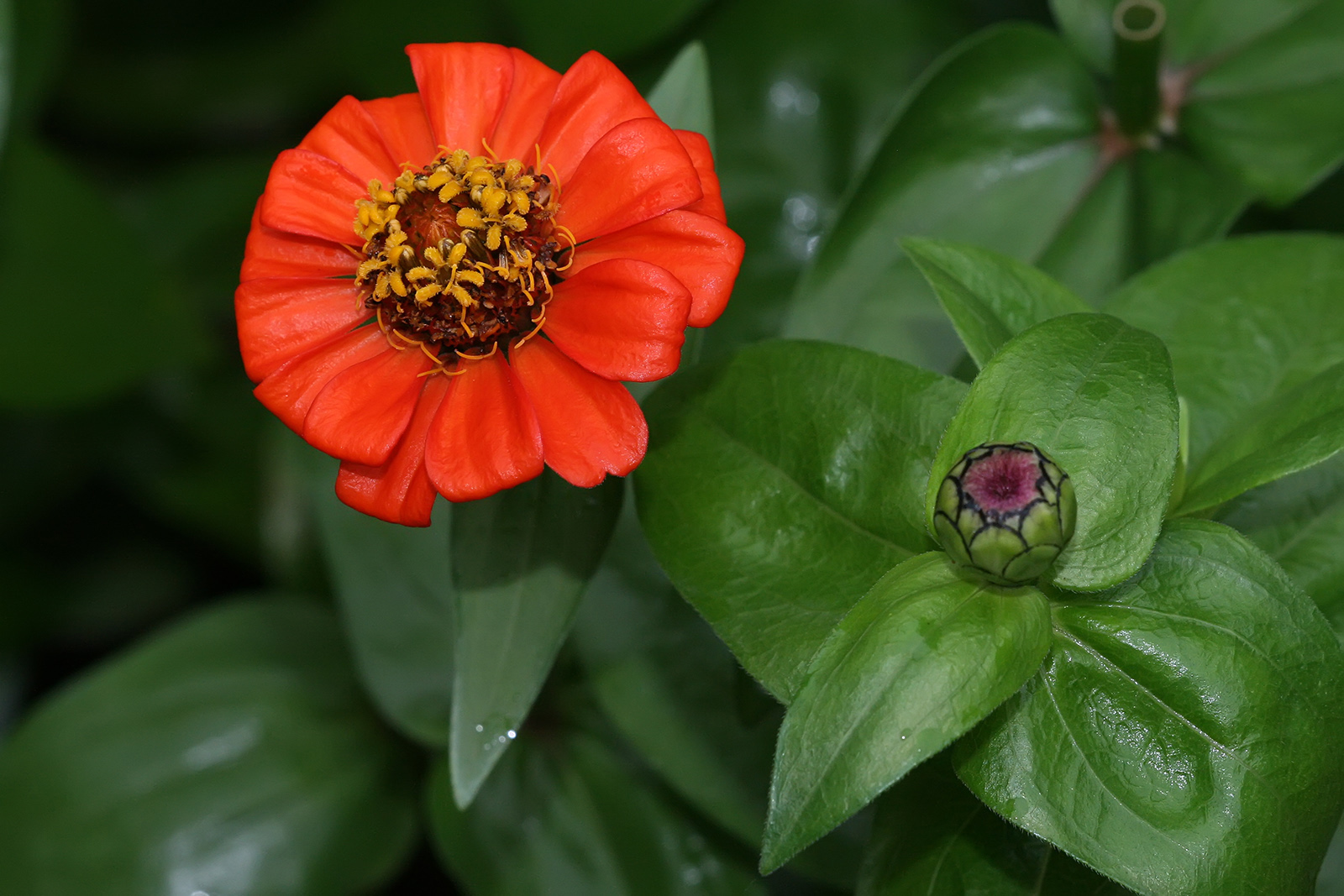
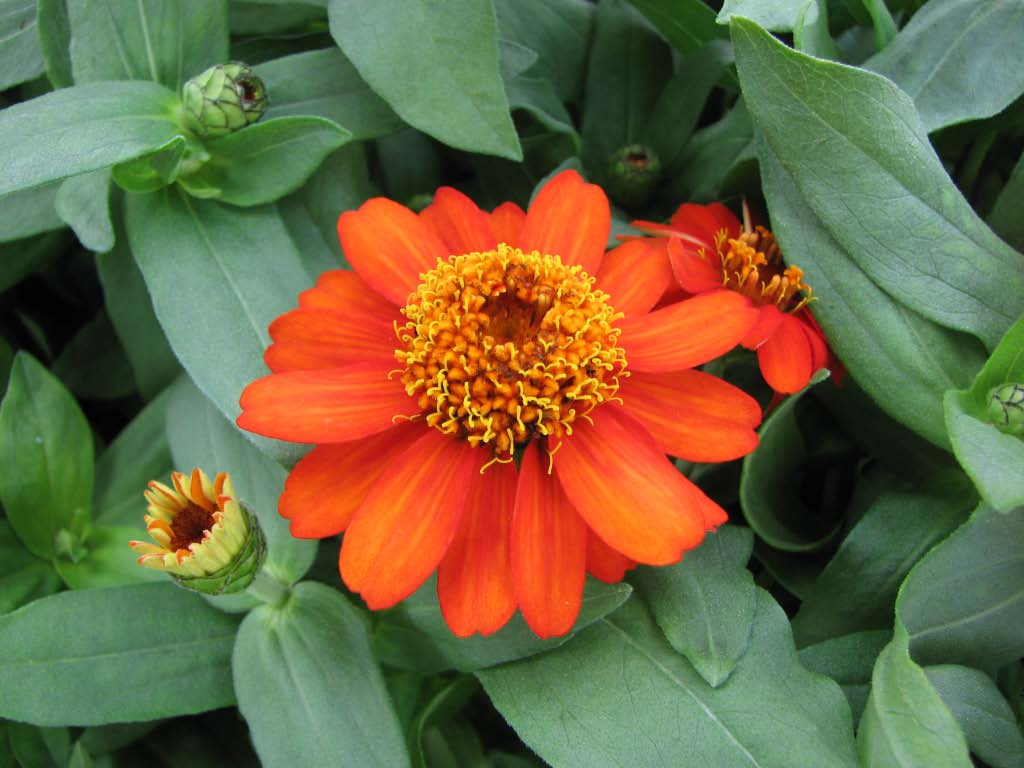
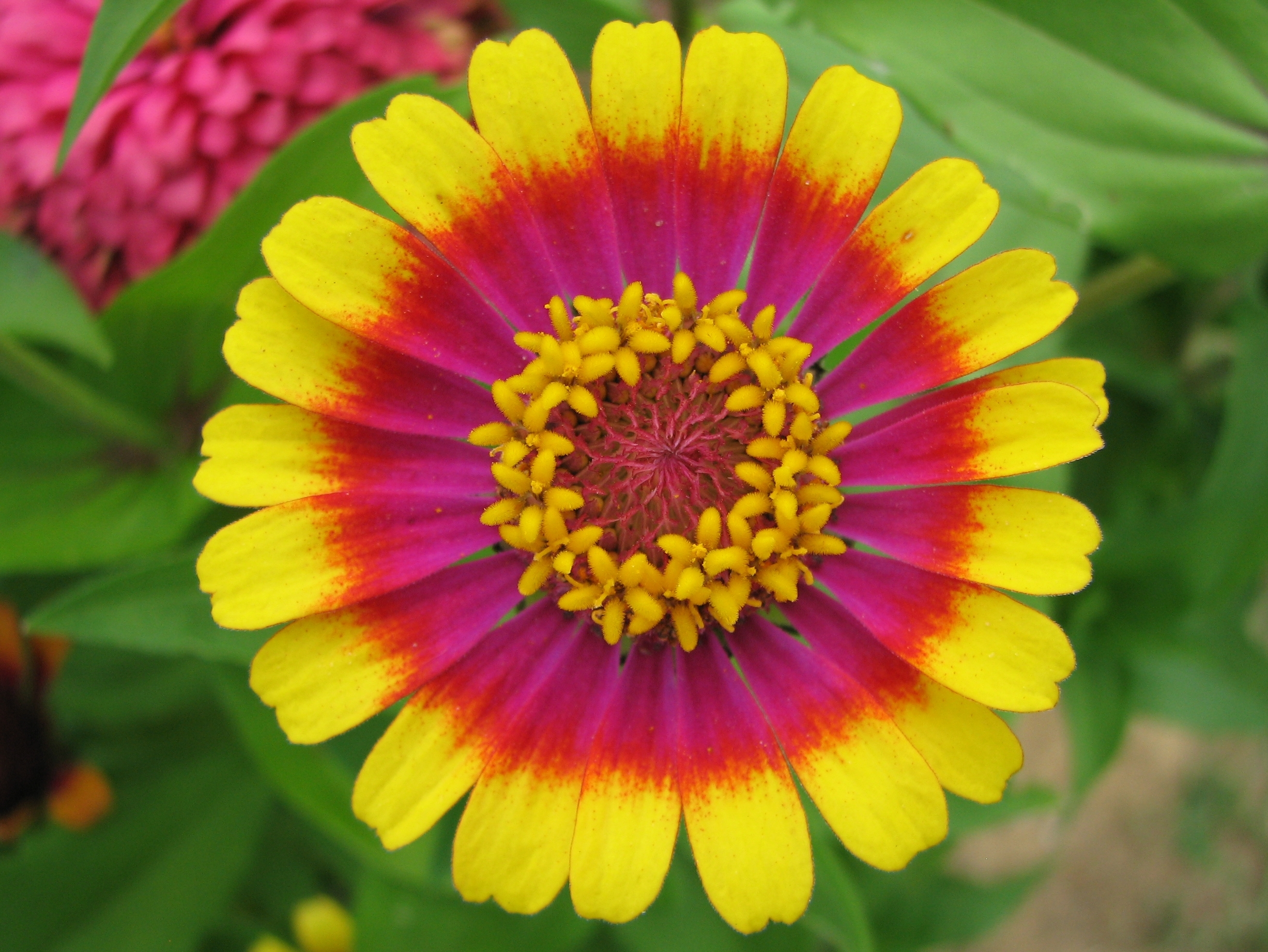